# Josep Maria Millàs Vallicrosa
Josep Maria Millàs Vallicrosa (Santa Coloma de Farnés, 29 de noviembre de 1897-Barcelona, 26 de septiembre de 1970) fue un hebraísta, arabista, historiador de la ciencia, epigrafista y traductor español.

## Biografía
Nacido en la localidad gerundense de Santa Coloma de Farnés el 29 de noviembre de 1897, cursó estudios de Filosofía y Letras en la Universidad de Barcelona, donde conoció a Francesc Barjau que dirigió sus primeros pasos en el terreno de la investigación en árabe y hebreo, y luego se trasladó a Madrid para doctorarse con una tesis sobre la influencia de la poesía andalusí en la poesía popular italiana, presentada el 19 de abril de 1920 bajo la supervisión del profesor Julián Ribera. Inmediatamente fue nombrado profesor auxiliar de lenguas semíticas en la Universidad de Barcelona y se preparó para optar a la cátedra de árabe-hebreo; mientras tanto, inició su recopilación de referencias árabes a la historia de Cataluña en la Biblioteca Nacional de Madrid, becado por la Diputación de Barcelona, y viajó al Protectorado de Marruecos con una beca esta vez de la Junta de Ampliación de Estudios y el Archivo Etnográfico de Cataluña.
Aprobó las oposiciones el 17 de noviembre de 1925, pero, por motivos políticos (y, en concreto, a causa de la persecución anticatalanista de la Dictadura de Miguel Primo de Rivera, con motivo de haber presentado en catalán su lectura, traducción y comentario reglamentarios de documentos en hebreo), no se hizo público su resultado (competía contra un capellán, Jaume Bages y Tarrida) y volvió a opositar para una nueva cátedra al año siguiente. Volvió a aprobar, pero esta vez se le obligó a elegir la Universidad de Madrid como destino, donde enseñó lengua y literatura hebreas del 1926 al 1932 y aprovechó para realizar la catalogación de las traducciones orientales de la Biblioteca Catedralicia de Toledo.
En 1932 se resolvió el recurso de su primera cátedra y se incorporó como catedrático de hebreo-árabe en la Universidad de Barcelona. Se inició entonces su labor docente e investigadora, sólo interrumpida por los numerosos viajes a congresos y bibliotecas, entre los que destacan la visita a la Biblioteca Vaticana para catalogar los manuscritos hebraicos de origen catalán (1935) y su lectorado en la Universidad Hebrea de Monte Scopius (1937-1938). De su aula salieron figuras tan importantes como Juan Vernet, David Romano y Leonor Martínez.
Falleció en Barcelona el 26 de septiembre de 1970.

## Tablas de Pedro el Ceremonioso
Las tablas fueron descubiertas a finales del siglo XIX en un manuscrito en latín de la Biblioteca Nacional de Francia y en hebreo de la Biblioteca Apostólica Vaticana. Moritz Steinschneider comparó los dos textos y desmintió a Manuel Rico Sinobas, que los consideraba un epígrafe de las Tablas alfonsíes, añadiendo que ambos manuscritos decían que se habían hecho en Barcelona por orden del rey Pedro. Se encontraron otros manuscritos en hebreo conservados en Suiza y en la Ciudad del Vaticano, además del documento en hebreo de Barcelona cedido por un rabino de la ciudad antes de la guerra civil española. Josep Maria Millàs Vallicrosa concluyó el debate al encontrar el manuscrito catalán en la biblioteca de Ripoll, y entre todos los documentos se logró reconstruir las tablas originales.

## Obra
Escribió 36 libros y más de 180 artículos y participó en la creación de la Biblioteca Hebraico-Catalana junto a la Fundación Cambó (1929), en la revista de la Escuela de Estudios Hebraicos Sefarad (1941), en el Instituto Arias Montano del CSIC (1945), la citada “Biblioteca Hebraico-Española” (1945), el Institut d'Estudis Gironins (1946), la Asociación para la Historia de la Ciencia Española (1949), etc.
Su labor investigadora se inició con el estudio de inscripciones de lápidas y manuscritos hebreos catalanes en colaboración con los directores del Archivo de la Ciudad de Barcelona y de la Corona de Aragón, publicados conjuntamente con Francisco Cantera en 1954.
En el campo de la literatura colaboró en la creación de un grupo de traductores targúmicos con la traducción de varios libros de la Biblia, se interesó por la poesía sagrada hebrea, incluyendo traducciones del poeta contemporáneo Haim Nahman Bialik, e investigó las influencias de la poesía andalusí en la literatura medieval; además fue uno de los primeros historiadores en documentar los trabajos de traducción del árabe y hebreo al latín en la Baja Edad Media y estableció nuevos criterios para reescribir la historia de la ciencia en al-Ándalus, especialmente en Cataluña, a la que dedicó su Ensayo sobre historia de las ideas físicas y matemáticas en la Cataluña medieval (1931). Su papel en la evolución de los estudios de Historia de la Ciencia en España quedó reflejado en la abundante correspondencia con otros historiadores internacionales como George Sarton o B. Goldstein. 
Tradujo y comentó textos de Abraham ben Ezra, Abu al-Salt de Denia, Azarquiel, Abraham bar Hiyya, la obra médica de la familia Castro, Enrique de Villena, Hasday Cresques, Ibn Bassal, Ibn Hayyay, Ibn Wafid, Jaume Ferrer, Profeit Tibbon, Ramon Llull, Ibn Gabirol etc. También documentó la influencia de las matemáticas y la astronomía andalusíes en el panorama científico europeo, así como la de instrumentos científicos (astrolabio, cuadrante con cursor, cuadrante sennero, azafea, ábaco, clepsidra, globos celestes etc.), tablas astronómicas y agricultura (cultivo del algodón, relaciones con la farmacología, jardines botánicos, enfermedades de los árboles, etc.).

### Otros cargos y aportaciones
Hijo predilecto de Santa Coloma de Farnés, correspondiente de la Real Academia de la Historia, miembro de la Hispanic Society of America, consejero del CSIC, miembro y presidente durante los años 1956-1959 de la Académie Internationale d'Histoire des Sciences de París, miembro de la Astronomiska seminariet och Samfundet for Astronomisk Histoire Forsking de Lund, presidente de la Asociación para la Historia de la Ciencia Española, miembro de la Comisión Internacional para uniformizar el sistema de transcripciones semíticas y de la comisión para el Corpus Medicorum Arabicorum, magíster de la Schola Lullistica Maioricensis, presidente de la Asociación de Amigos de la Universidad de Jerusalén, condecorado con la Gran Cruz de la Orden de Alfonso X el Sabio, la Medalla Pontificia de San Gregorio el Grande, la Medalla de la Mehdauía, y, entre otras menciones, hasta un cráter en la luna lleva su nombre.

## Publicaciones
- Textos màgics del Nord d´Àfrica, Barcelona, Associació Catalana d´Antropologia, 1923.
- Documents hebraics de jueus catalans, Barcelona, Institut d´Estudis Catalans, 1927.
- Llibre de geometria de R. Abraham bar Hiia, Barcelona, Editorial Alpha, 1929.
- Llibre revelador de R. Abraham bar Hiia, Barcelona, Editorial Alpha, 1929.
- Assaig d´història de les idees físiques i matemàtiques a la Catalunya medieval, Barcelona, Estudis Universitaris Catalans, 1931.
- Don Profeit Tibbon. Tractat de l´assafea d´Azarquiel, Barcelona, Editorial Alpha, 1933.
- Las traducciones orientales en los manuscritos de la Biblioteca Catedral de Toledo, Madrid, CSIC, 1941.
- La poesía sagrada hebraicoespañola, Madrid, Escuela de Estudios Hebraicos, 1942.
- Salomó ibn Gabirol, como poeta y filósofo, Madrid, Instituto Arias Montano, 1945.
- El libro de los fundamentos de las Tablas Astronómicas de R. Abraham ben Ezra, Madrid, Instituto Arias Montano, 1947.
- Estudios sobre Historia de la Ciencia Española, Madrid, CSIC, 1949.
- Estudios sobre Azarquiel, Madrid, Publicaciones de las Escuelas de Árabe de Madrid y Granada, 1950.
- El libro de la Nova geometria de Ramon Llull, Barcelona, Asociación para la Historia de la Ciencia Española, 1953.
- Poesía hebraica postbíblica, Barcelona, José Janés, 1953.
- La obra Forma de la Tierra de R. Abraham bar Hiyya, Madrid, Instituto Arias Montano, 1956.
- El Liber Predicationis contra iudeos de Ramon Llull, Barcelona, Asociación para la Historia de la Ciencia Española, 1957.
- La obra de Séfer Hesbot mahlekot ha-Kokabim de R. Abraham bar Hiyya ha-Bargeloní, Barcelona, CSIC, 1959.
- Nuevos Estudios sobre Historia de la Ciencia Española, Madrid, CSIC, 1960.
- Las Tablas astronómicas del Rey Don Pedro el Ceremonioso, Madrid, CSIC, 1962.

## Legado
El Fondo Millàs incluye 1894 monografías y separatas sobre ciencia árabe, instrumentos científicos, poesía hebrea medieval, historia de la astronomía y de las matemáticas e historiografía de la ciencia, varias series de publicaciones periódicas (entre las que destacan 40 volúmenes de las revistas Isisy Archives Internationales d'Histoire des Sciences que complementan las series de la Autònoma) y la colección casi completa de las obras de Josep Maria Millàs. Aparte del enorme valor simbólico de su fondo personal (1901-1987) entre el cual destacan 70 originales de correspondencia, 49 trabajos y 415 documentos diversos. Las obras que lo forman amplían sustancialmente las posibilidades para la investigación en historia, filología e historia de las ciencias en la Universidad Autónoma de Barcelona.
Parte del material de archivo de este fondo, depositado en la Biblioteca de Ciència i Tecnologia UAB, se ha digitalizado y se puede consultar en el depósito digital de documentos UAB.
La Biblioteca de Reserva de la Universidad de Barcelona conserva algunas obras que formaron parte de la biblioteca personal de Millàs y algunos ejemplos de las marcas de propiedad que identificaron sus libros a lo largo de su vida.